# Taphiassa
Taphiassa es un género de arañas de la familia Anapidae.

## Especies
- Taphiassa castanea Rix & Harvey, 2010
- Taphiassa globosa Rix & Harvey, 2010
- Taphiassa impressa Simon, 1880
- Taphiassa magna Rix & Harvey, 2010
- Taphiassa punctata (Forster, 1959)
- Taphiassa punctigera Simon, 1895
- Taphiassa robertsi Rix & Harvey, 2010